# 唐津港
唐津港（からつこう）は、佐賀県唐津市にある港。港湾管理者は佐賀県。港湾法上の重要港湾、港則法上の特定港に指定されている。 

## 概要
江戸時代後期に、石炭の積出港として松浦川河口部に開港した。唐津鉄道の開通などにより、明治30年ごろに現在の西港地区に移ってからは大正期にかけて国内屈指の貿易港として発展したが、石炭産業の衰退に伴いその地位は失われている。
現在ではLPGガスや建築資材、海砂などの物流基地や、水産基地としての側面が強いが、佐賀県には大型客船が寄港できる港がほとんど無いため、クルーズ船の寄港地や旅客フェリーの就航地として、佐賀県の海の玄関口の役割も果たしている。
一帯は2007年（平成19年）4月25日に他の2港とともに九州で初めてみなとオアシスに登録していて、唐津みなと交流センターを代表施設とするみなとオアシスからつとして賑わい拠点ともなっている。

## 歴史
1899年（明治32年）8月4日に関税法による開港に指定される。

## 主な施設

### 東港
- 東港地区

長崎県壱岐市の印通寺港との間にフェリー（九州郵船）が就航しているほか、九電桟橋などの施設がある。
- 西の浜地区

西の浜海水浴場やオリンピック強化基地にも指定されている佐賀県ヨットハーバーなど観光施設が整備されている。
- 二タ子地区

唐津港湾合同庁舎
- 門司税関　伊万里税関支署　唐津出張所
- 国土交通省　九州地方整備局　唐津港湾事務所
- 海上保安庁　唐津海上保安部

江藤造船所
プレジャーボート用の浮き桟橋。
- 東の浜地区

### 西港
- 妙見地区

唐津港で最大規模の岸壁を備える公共埠頭のほか、水産加工業などが立地する妙見工業団地がある。
- 大島地区

かつての石炭積み出しの中心地。現在も石油やLNGを取り扱うエネルギー供給基地としての面が強い。また、砂利や砂の取り扱いも多い。
- 水産埠頭

背後に唐津水産加工団地を備える唐津市民の台所。アジやサバ、タイ、ブリなどの水揚げが多い。
- 佐志地区

## 外貿コンテナ航路
かつては韓国・釜山に定期航路が存在したが現在は休止中である。
- 2012年5月~8月 - 韓国・麗水 エキスポ期間運航
- 2019年4月 - 壱岐~唐津フェリー「エメラルドからつ」が就航